# 孙雪涛
孫雪濤（1966年10月—），男，漢族，安徽太和人，北京師範大學環境科學院環境科學專業畢業，研究生學歷，工學博士，教授級高級工程師。1991年6月參加工作，1985年12月加入中國共產黨。中华人民共和国政治人物。

## 生平
孙雪涛早年於河海大學水力發電工程系就讀，並獲得工學碩士學位。畢業後進入水利部，曾主持多項大型水利工程工作。2003年9月任水利部水資源司副司長。2009年6月，升任水利部水資源司司長、全國節約用水辦公室常務副主任。2011年，轉任隴南市人民政府市長。2013年4月，出任隴南市委书记。2020年6月，獲任命為甘肅省人民政府副省長、黨組成員。2022年5月，当选为中共甘肃省委常委。同年6月，担任省委统战部部长职务。